# Leomie Anderson

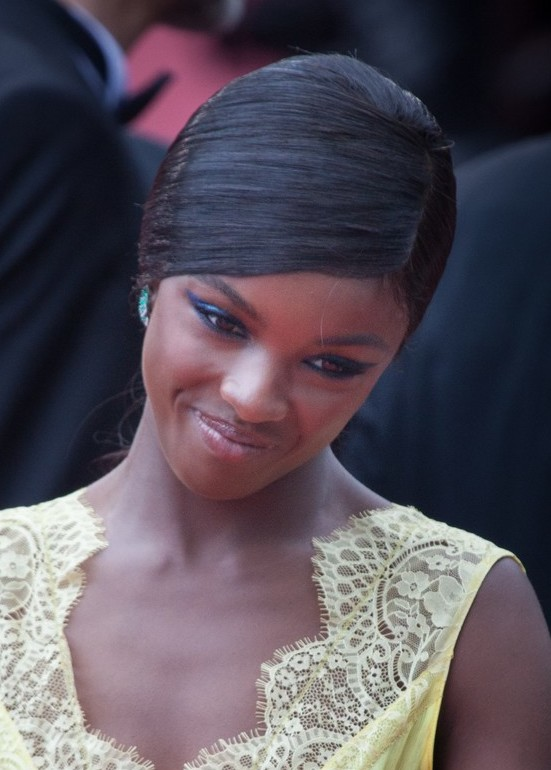
Leomie Anderson

Leomie Anderson (* 15. Februar 1993 in London) ist ein britisches Model.
Im Alter von 14 Jahren wurde sie in London von einem Model-Scout entdeckt. Als Laufsteg-Model lief sie für Marc Jacobs, Giorgio Armani oder Tommy Hilfiger. Von 2015 bis 2018 wirkte sie an den Victoria’s Secret Fashion Shows mit.
Seit 2016 betreibt sie ihr eigenes Modelabel LAPP.